# Het Kasteel van Sinterklaas

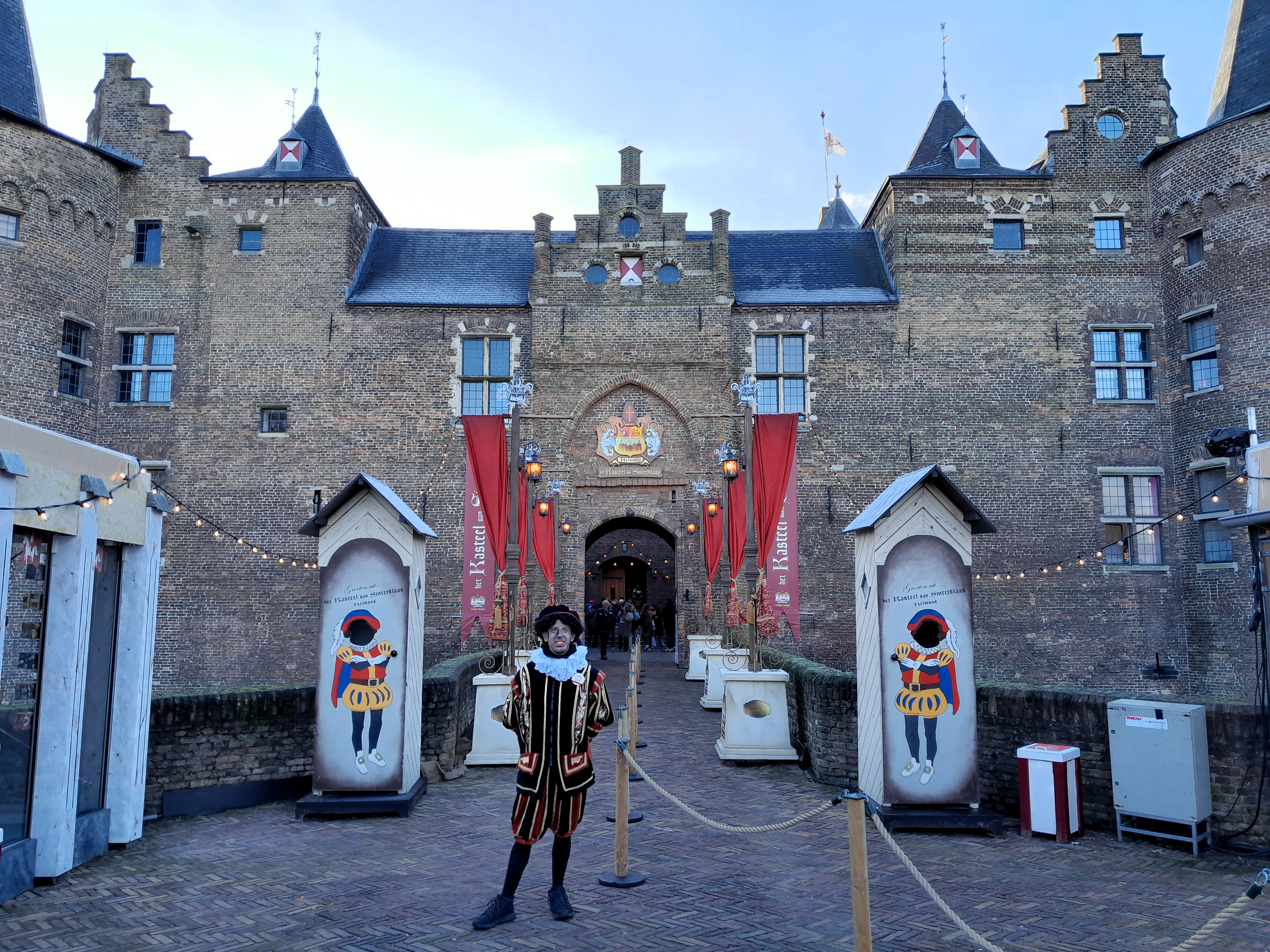
De ingang van het kasteel tijdens het evenement

Het Kasteel van Sinterklaas is een jaarlijks terugkerend evenement bij het Kasteel Helmond. Het vindt plaats van midden november – net na de Sinterklaasintocht in Helmond – tot begin december, net voor Pakjesavond. Het evenement wordt georganiseerd door de Stichting Sinterklaasstad Helmond.
Ieder jaar komen er duizenden kinderen en ouders naar het Kasteel van Sinterklaas. De organisatie van het evenement bestaat vrijwel geheel uit vrijwilligers. Begin november kan men entreekaarten aanvragen en deze worden vervolgens via loting verdeeld.

## Beschrijving
Er zijn diverse decorstukken en tenten te zien, bijvoorbeeld van het theater, de knutselclub en de stal van het paard van Sinterklaas.
In het midden van het Sint Nicolaasplein staat een grote fontein in Anton Pieckstijl. Ook is er een draaimolen, een Smulwinkel en de Sinterklaas Express, een wegtreintje.

## Trivia
- In 2018 werd de 350.000ste bezoeker in het Kasteel van Sinterklaas verwelkomd.[6]
- In 2020 bleef het Kasteel van Sinterklaas gesloten vanwege de coronapandemie.[9] Ook werd Zwarte Piet vanaf dit jaar omgetoverd tot Schoorsteenpiet.[10]